# Reggenza di Karawang
La Reggenza di Karawang (in indonesiano Kabupaten Karawang) è una reggenza (kabupaten) dell'Indonesia situata nella provincia di Giava Occidentale.